# Babylon Show
Babylon Show fue un programa de televisión producido por Producciones ERTAL y Mediaset España, y emitido en Telecinco desde el 26 de agosto de 2024 hasta el 11 de septiembre de 2024. Estaba presentado y dirigido por el actor y cómico Carlos Latre.

## Historia
Se estrenó dos semanas antes de la vuelta de las vacaciones veraniegas del longevo El hormiguero en Antena 3 y del estreno de La revuelta en La 1, siendo todos ellos programas de entrevistas y humor. Este pronto comienzo, sin embargo, no le sirvió para captar espectadores, por lo que fue cancelado tras solo 13 programas por sus bajos datos de audiencia.
A partir del lunes 16 de septiembre de 2024 de 21:50 a 22:50 lo sustituye los resúmenes diarios de Gran Hermano presentado por Laura Madrueño e Ismael Beiro.

## Equipo

### Presentadores
| Presentador  | Información                                  |      | Programas     |
| Presentador  | Información                                  | 2024 | Programas     |
| ------------ | -------------------------------------------- | ---- | ------------- |
| Carlos Latre | Humorista, actor y presentador de televisión |      | Programa 1-13 |

     Presentador titular

### Colaboradores
| Colaborador/a    | Información                             |      |
| Colaborador/a    | Información                             | 2024 |
| ---------------- | --------------------------------------- | ---- |
| Aldo Comas       | Artista                                 |      |
| Borja Sedano     | Actor                                   |      |
| Carla Pulpón     | Actriz                                  |      |
| Esperanza Gracia | Astróloga                               |      |
| Javier Sardà     | Periodista y presentadora de televisión |      |
| Josie            | Diseñador de moda y estilista           |      |
| Leonor Lavado    | Actriz, humorista e imitadora           |      |
| María Valero     | Creadora de contenidos                  |      |
| Marta Torné      | Actriz y presentadora de televisión     |      |
| Palo Capilla     | Actriz y locutora                       |      |
| Paula Púa        | Humorista                               |      |
| Rafa Maza        | Actor y cómico                          |      |
| Raúl Maro        | Actor, bailarín y cantante              |      |
| Walter Capdevila | Creador de contenidos                   |      |
| Xavi Espinosa    | Imitador                                |      |

## Audiencias
| Temporada | Estreno              | Final                    | Audiencia    | Audiencia |
| Temporada | Estreno              | Final                    | Espectadores | Cuota     |
| --------- | -------------------- | ------------------------ | ------------ | --------- |
| 1.ª       | 26 de agosto de 2024 | 11 de septiembre de 2024 | 686 000      | 6,5%      |

### Primera temporada (2024)
| Programas emitidos | Programas emitidos | Programas emitidos                                           | Programas emitidos | Programas emitidos |
| N.º (serie)        | N.º (prog.)        | Invitado/s                                                   | Fecha de emisión   | Audiencia          |
| ------------------ | ------------------ | ------------------------------------------------------------ | ------------------ | ------------------ |
| 1                  | 1                  | Luis de la Fuente                                            | 26/08/2024         | 1 012 000 (10,1%)  |
| 2                  | 2                  | Malena Alterio, Kira Miró y Julián López                     | 27/08/2024         | 691 000 (6,9%)     |
| 3                  | 3                  | Medallistas olímpicos de París 2024 y Fermín Cacho           | 28/08/2024         | 623 000 (6,7%)     |
| 4                  | 4                  | Asier Etxeandia                                              | 29/08/2024         | 721 000 (7,5%)     |
| 5                  | 5                  | Hombres G                                                    | 30/08/2024         | 947 000 (10,5%)    |
| 6                  | 6                  | José Coronado y Luis Zahera                                  | 02/09/2024         | 699 000 (6,1%)     |
| 7                  | 7                  | Camela                                                       | 03/09/2024         | 744 000 (6,5%)     |
| 8                  | 8                  | Sara Baras                                                   | 04/09/2024         | 453 000 (4,1%)     |
| 9                  | 9                  | Finalistas Gran Hermano 1                                    | 05/09/2024         | 706 000 (5,9%)     |
| 10                 | 10                 | Pedro Piqueras                                               | 06/09/2024         | 910 000 (9,2%)     |
| 11                 | 11                 | Enrique Cerezo, Marcos Llorente y Koke Resurreción           | 09/09/2024         | 400 000 (3,1%)     |
| 12                 | 12                 | Especial Gran Hermano                                        | 10/09/2024         | 550 000 (4,4%)     |
| 13                 | 13                 | Pablo Chiapella, Vanesa Romero, Alejo Sauras y Leonor Lavado | 11/09/2024         | 473 000 (3,6%)     |
| Media              | Media              | Media                                                        | Media              | TBA                |